# Stéphane Sessègnon
Stéphane Sessègnon (* 1. června 1984, Allahé) je beninský fotbalista a reprezentant nastupující nejčastěji na pozici ofenzivního záložníka. V současné době je volným agentem.

## Klubová kariéra
Je odchovancem klubu Requins de l'Atlantique FC z Cotonou, v roce 2004 odešel do Francie a hrál Ligue 2 za US Créteil-Lusitanos, odkud v roce 2006 přestoupil do prvoligového Le Mans FC. V letech 2008-2011 působil v Paris Saint-Germain FC, s nímž získal v roce 2010 francouzský fotbalový pohár a zahrál si i v Poháru UEFA. Byl zvolen do ideální jedenáctky Ligue 1 za rok 2009. Po konfliktu s trenérem Antoine Kombouarém odešel v lednu 2011 do anglického Sunderland AFC. Trenér Sunderlandu Steve Bruce ho označil za rychlého a dravého univerzálního hráče s čichem na góly a přirovnal ho k Didieru Drogbovi. V sezóně 2012/13 byl nejfaulovanějším hráčem Premier League.
V září 2013 odešel za 5,5 milionu liber (6 mil. i s bonusy) do West Bromwich Albion FC, kde podepsal tříletý kontrakt. Působil zde do konce sezóny 2015/16.

## Reprezentační kariéra
Za beninskou fotbalovou reprezentaci nastoupil poprvé v roce 2004. Hrál na Africkém poháru národů 2008 a 2010, jeho tým ani v jednom případě nepostoupil ze základní skupiny.

## Úspěchy

### Individuální
- Tým roku Ligue 1 podle UNFP – 2008/09[9]